# Jan Krzeczkowski (polityk)
Jan Krzeczkowski (ur. 7 czerwca 1935 w Wiliampolu, część Kowna, zm. 2 marca 2017 w Gdańsku) – polski działacz samorządowy i ekonomista, w latach 1979–1985 prezydent Gdyni.

## Życiorys
Syn Stanisława i Julii. W młodości zamieszkał na Pomorzu, a od 1951 w Gdyni. Ukończył studia ekonomiczne na jednej z uczelni w Warszawie. Należał do Polskiej Zjednoczonej Partii Robotniczej, zasiadał w jej Komitecie Wojewódzkim w Gdańsku. W latach 1979–1985 zajmował stanowisko prezydenta Gdyni. W trakcie kadencji m.in. zezwolił na powstanie, a później zablokował działalność Społecznego Komitetu Budowy Pomników Ofiar Grudnia 1970 r. w Gdyni. Odszedł ze stanowiska w wyniku wewnątrzpartyjnych konfliktów. Zasiadał w zarządzie Towarzystwa Przyjaciół „Daru Pomorza”.
Był żonaty, miał troje dzieci. 6 marca 2017 pochowany na Cmentarzu Łostowickim w Gdańsku.